# Asplenium aethiopicum
Asplenium aethiopicum là một loài dương xỉ trong họ Aspleniaceae. Loài này được Burm. f. Bech. mô tả khoa học đầu tiên năm 1935.

## Hình ảnh

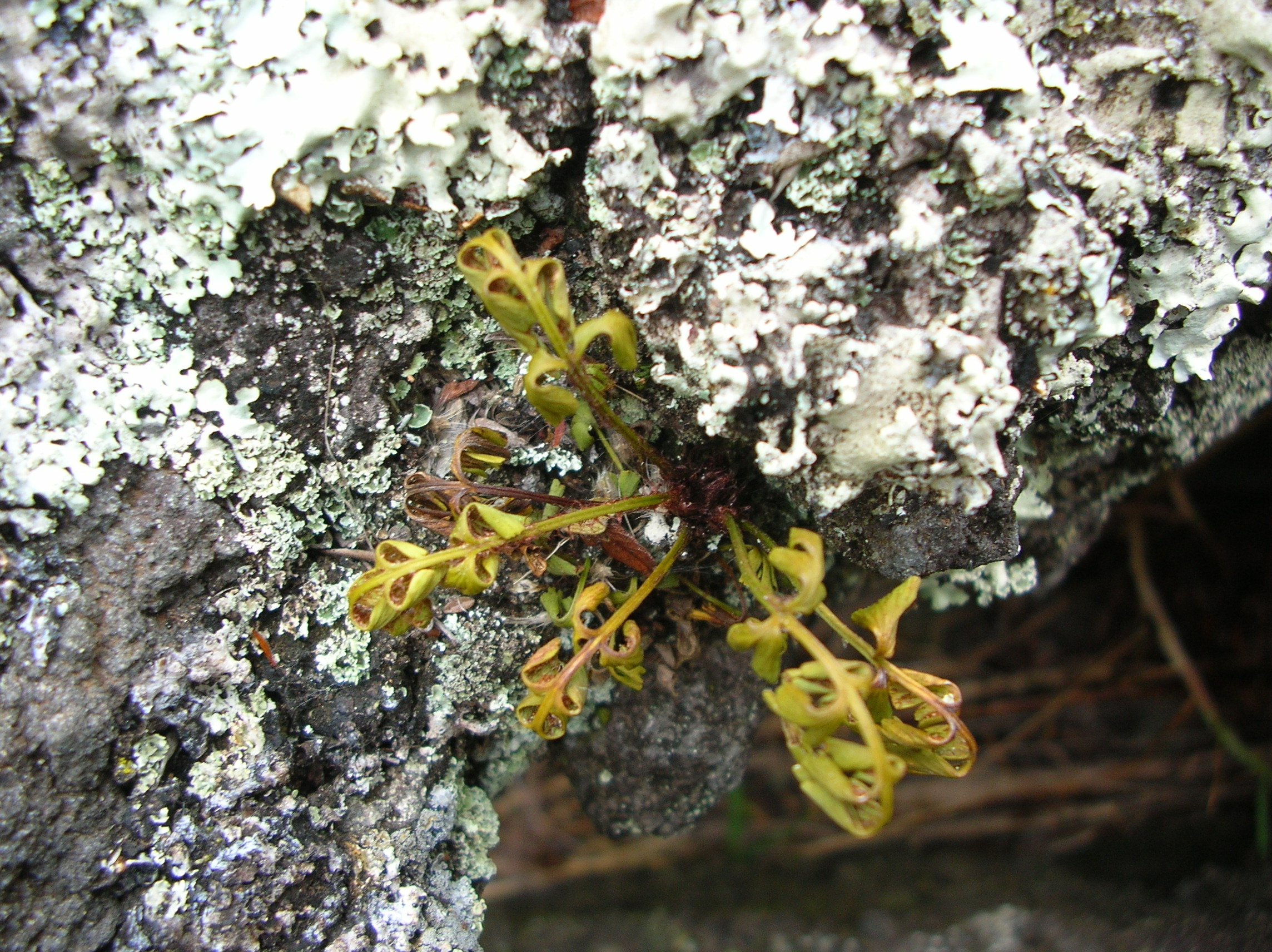